# بینگو

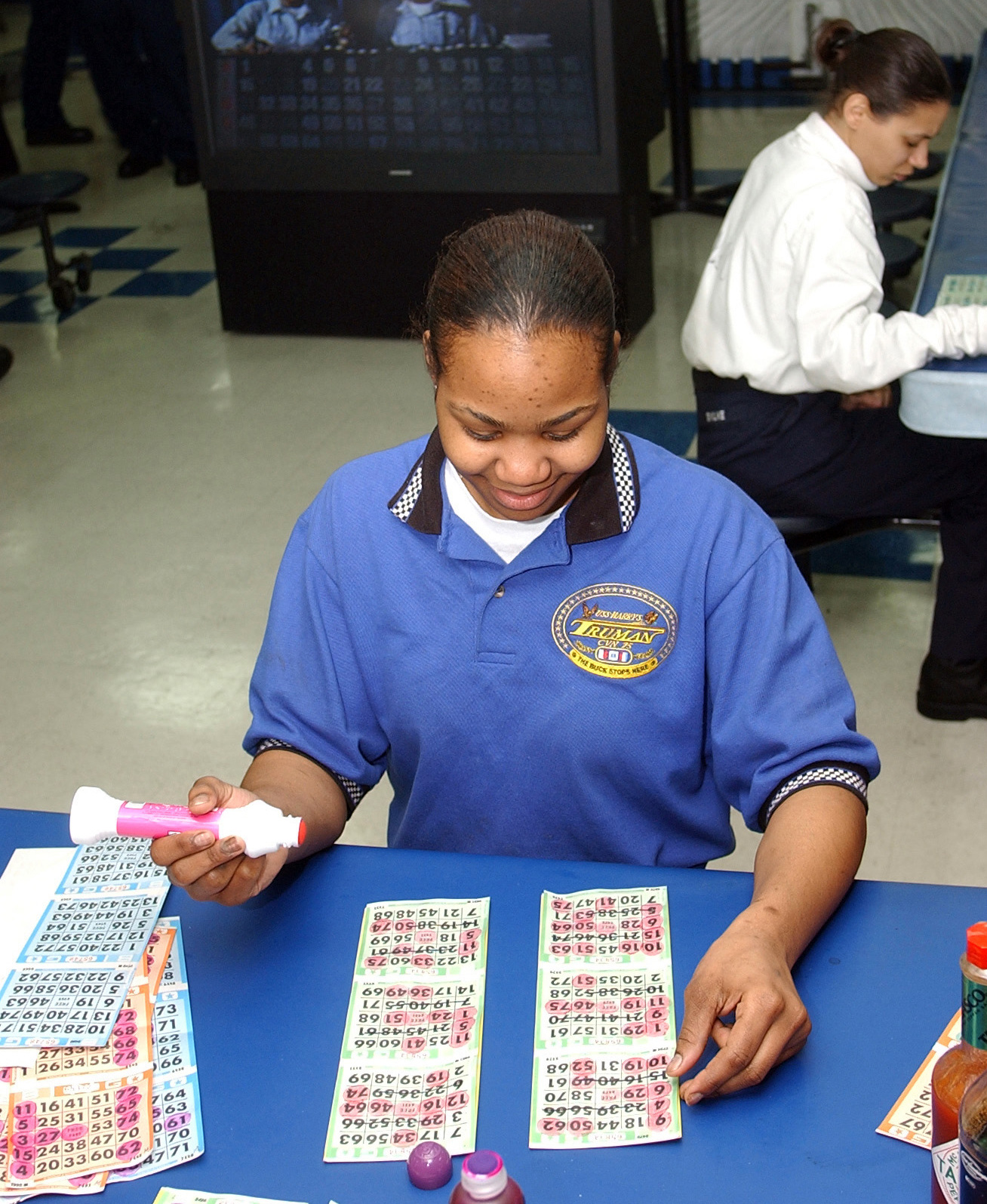
بازی بینگو

بینگو (به نام دبنا، دبلنا و دبرنا هم معروف است) (یا: دَبِلنا؛ بینگو؛ لوُتوُ) یک بازی مبتنی بر شانس است که داور اعدادی را به صورت تصادفی اعلام می‌کند و بازیکنان این اعداد تصادفی را با اعدادی که پیشتر بر روی ماتریس‌های ۵×۵ چاپ شده است مطابقت می‌دهند. ممکن است ماتریس‌ها بر روی کاغذ یا مقوا چاپ شده باشند یا به صورت الکترونیکی نمایش داده شده و مجازاً کارت خوانده شوند. در بسیاری از نسخه‌ها به محض آنکه اولین نفر به نقش (طرح) مشخصی از اعداد تصادفی رسید، بازی خاتمه می‌یابد. معمولاً برنده باید واژهٔ «بینگو!» را فریاد بزند تا سایر بازیکنان و داور را از برد احتمالی‌اش باخبر کند. سپس داور به بررسی کارت فریادزن می‌پردازد تا صحت برد او را تصدیق کند. در صورت تصدیق، جایزه به برنده اختصاص می‌یابد و دور جدیدی از بازی شروع می‌شود. در این نسخه از بینگو، بازیکنان برای به دست آوردن جایزه با یکدیگر رقابت می‌کنند.

## نوعی قمار
(یا: دَبِلنا؛ بینگو؛ لوُتوُ) از انواع قمار. ابزارهای بازی: ۱. ۳۰ کارتِ مستطیل‌شکلِ چهارخانه. هر کارت ۲۷ خانه در سه ردیفِ نه‌تایی دارد. بر روی پنج خانه از نه خانهٔ هر ردیف، به شکلی نامنظم، عددی از یک تا ۹۰ نوشته شده است؛ ۲. ۹۰ مهره که بر روی هریک از آن‌ها عددی از یک تا ۹۰ حک شده است. پس از تعیین داو هر کارت، گردانندهٔ بازی با گرفتن مبلغ داو، به هر نفر، هر تعداد که بخواهد کارت می‌فروشد. بازیکنان کارت‌های خود را روی زمین می‌چینند. گرداننده، مهره‌ها را، یک‌به‌یک، از کیسهٔ مهره‌ها بیرون می‌کشد و می‌خواند. هریک از داوگذاران که رقم آن مهره را بر کارتِ خود داشته باشد، مهره را می‌گیرد و بر جایِ آن رقم می‌نشاند. بسته به قرار ابتدای بازی، بازیکنی که یک ردیف پنج‌خانه‌ای از هر کارت، یا تمامِ خانه‌های یک کارت را پر کند، دبرنا می‌کند و مبلغ بانک را که از فروش کارت‌ها به‌دست آمده با کسرِ درصدی که به گردانندهٔ بازی می‌رسد، از آنِ خود می‌کند. مهره‌ای که عددِ آن بر روی هیچ‌کدام از کارت‌ها نباشد، به کیسه برمی‌گردد.

## انواع
نسخه‌های دیگری از بازی هم وجود دارند که با برانگیختن شور و هیجان مشارکت بازیکنان را افزایش می‌دهند. از زمان اختراع بینگو در سال ۱۹۲۹ تاکنون، این بازی به اشکال متنوعی تکامل یافته و قوانین قمار در هر منطقه، نحوهٔ انجام بازی را قانونمند کرده است. تقریباً نقش‌های بیشماری را می‌توان برای بازی انتخاب کرد. در برخی از نسخه‌های بازی تنها لازم است یک عدد را مطابقت داد و در برخی دیگر می‌بایست کل کارت را پر کرد. حتی نسخه‌هایی از بازی هم هست که به بازیکنانی که هیچ عددی را مطابقت نداده‌اند یا به هیچ نقشی نرسیده‌اند جایزه داده می‌شود.

## کارت‌ها بینگو
معمول‌ترین کارت‌های بینگو قطعات مسطحی از مقوا یا کاغذ یک‌بارمصرف هستند که ۲۵ خانه در ۵ ردیف افقی و ۵ ستون عمودی دارند. هر خانه حاوی یک عدد است.
در بازی معمولی از اعداد ۱ تا ۷۵ استفاده می‌شود. ۵ ستون کارت از چپ به راست با حروف B‏، I‏، N‏، G‏، و O نامگذاری می‌شوند. معمولاً خانهٔ وسطی «آزاد» است و به صورت خودکار پر می‌شود. معمولاً گسترهٔ اعدادی که بر روی کارت می‌آیند توسط هر ستون محدود و مقید می‌شوند: ستون B فقط حاوی اعداد ۱ تا ۱۵ است، ستون I حاوی اعداد ۱۶ تا ۳۰، ستون N حاوی اعداد ۳۱ تا ۴۵، ستون G حاوی اعداد ۴۶ تا ۶۰، و ستون O حاوی اعداد ۶۱ تا ۷۵.
با این تفاصیل تعداد کارت‌های محتمل بینگو از قرار زیر است:
P(15,5) × P(15,5) × P(15,4) × P(15,5) × P(15,5) = 552,446,474,061,128,648,601,600,000
برنده کسی است که یک ردیف، ستون، یا قطر را پر کند. یک بازیکن حداکثر می‌تواند ۱۹ خانه را پر کند بی آنکه برنده شود (بدون احتساب خانهٔ آزاد). برای آنکه چنین وضعیتی رخ دهد، باید تنها یک خانهٔ خالی در هر ستون و هر ردیف، و حداقل یک خانهٔ خالی در هر قطر قرار گرفته باشد؛ مثلاً مشابه شکل زیر:
B I N G O

  ● ● ● ●
در برخی از نسخه‌ها علاوه بر خطوط مستقیم، پر کردن نقش‌های خاص دیگری نیز می‌تواند به برد بینجامد؛ مثلاً در شکل بالا، مربع ۲ در ۲ پرشده واقع در گوشهٔ بالا سمت راست را می‌توان «تمبر پستی» در نظر گرفت. در نوع دیگری از بازی، پر کردن چهار گوشه به برد منجر می‌شود. چندین نقش دیگر هم به برد می‌انجامند از جمله نقش L که بایستی همهٔ خانه‌های ستون B و ردیف بالا یا پایین را پر کرد یا همهٔ خانه‌های ستون O و ردیف بالا یا پایین. از دیگر نقش‌های معمول «همه‌سیاه» است که باید هر ۲۴ خانه و نیز خانهٔ آزاد را پر کرد.